# Dieter Burdorf
Dieter Burdorf (* 8. September 1960 in Bremen) ist ein deutscher Germanist und Hochschullehrer.
Er erwarb sein Abitur an der Schule am Leibnizplatz in Bremen. Er begann ein Studium der Germanistik, Philosophie und Erziehungswissenschaft an der Westfälischen Wilhelms-Universität in Münster, das er an der Universität Hamburg fortsetzte. 1992 wurde Burdorf mit der Dissertation Hölderlins späte Gedichtfragmente: „Unendlicher Deutung voll“ promoviert. An der Friedrich-Schiller-Universität Jena habilitierte Burdorf sich mit der Schrift Poetik der Form. Eine Begriffs- und Problemgeschichte. Im Jahre 2002 wurde Burdorf Professor für Literaturwissenschaft und Literaturdidaktik an der Universität Hildesheim und erhielt 2006 eine Berufung als Professor an der Universität Leipzig.
Burdorfs Forschungsschwerpunkte sind Lyrik und Poetik. Seit 2016 ist er Mitglied im Netzwerk „Lyrikologie“ der Deutschen Forschungsgemeinschaft. Seit April 2019 ist er Mitglied in der Akademie gemeinnütziger Wissenschaften zu Erfurt.

## Publikationen (Auswahl)
- Hölderlins späte Gedichtfragmente: „Unendlicher Deutung voll“. Dissertation. Metzler, Stuttgart 1993, ISBN 3-476-00885-1.
- Poetik der Form: Eine Begriffs- und Problemgeschichte. Habilitationsschrift. Metzler, Stuttgart 2001, ISBN 3-476-01800-8.
- Einführung in die Gedichtanalyse. Metzler, Stuttgart 1995, 3. Auflage 2015, ISBN 3-476-02227-7.
- als Herausgeber mit Christoph Fasbender und Burkhard Moennighoff: Metzler Lexikon Literatur. 1984 begründet von Günther und Irmgard Schweikle. Metzler, Stuttgart 3. Aufl. 2007, ISBN 3-476-01612-9.
- als Herausgeber mit Nicolas Berg: Textgelehrte. Literaturwissenschaft und literarisches Wissen im Umkreis der Kritischen Theorie. Vandenhoeck & Ruprecht, Göttingen 2014, ISBN 978-3-525-30049-7.
- Geschichte der deutschen Lyrik: Einführung und Interpretationen. Metzler, Stuttgart 2015, ISBN 3-476-02619-1.
- Zerbrechlichkeit: Über Fragmente in der Literatur. Wallstein, Göttingen 2020, ISBN 978-3-8353-3655-1.